# Абетково-цифровий код
Загалом, в інформатиці, абетково-цифровий код це ряд літер і цифр (звідси й ім'я) записаних в формі, що може бути оброблена та виконана комп'ютером.
Зокрема в андеграундовій комп'ютерній термінології, абетково-цифровий код це машинний код написаний таким чином, що він складається з виключно абетково-цифрових ASCII знаків таких як 0-9, A-Z і a-z. Цей тип кодування був винайдений хакерами для передачі машинного коду крізь фільтри, які видаляють будь-які не абетково-цифрові символи, при збереженні можливості бути виконаним. (Через те, що звичайні машинні коди часто використовують не абетково-цифрові символи, вони можуть бути видалені подібними фільтрами і такий змінений код не зможе бути виконаним). Дещо менш обмежуюча форма кодування яка передбачає можливість використання всіх символів  що можуть бути надруковані, тобто всіх символів, що мають графічне подання таких як 0-9, A-Z, a-z, !@#%^&*() і т.п.... Була доведена можливість створення шелл-кодів, що виглядають як нормальний англійський текст.